# Спартан (сорт яблони)
«Спартан» (англ. Spartan) — сорт яблони домашней, полученный на опытной станции в Саммерленд (Британская Колумбия, Канада). Раньше считалось, что сорт получен путём скрещивания «Мекинтош» и «Пепин ньютаун жёлтый», однако недавно методами генетического анализа установлено что «Пепин ньютаун жёлтый» не участвовал в его создании.

## Основные характеристики сорта
Форма роста — дерево средней высоты с округлой кроной.
Срок потребления — плоды созревают в октябре и хранятся до января.
Урожайность ежегодно высокая.
Плоды среднего размера, с освещённой стороны красного цвета, с белой хрустящей мякотью, прекрасного сладкого вкуса с небольшой кислинкой. Запах плодов обычно описывается как винный, имеет ноты земляники и дыни. Запах хорошо проявляется, если плоды сняты окрашенными. Отличное десертное яблоко.
Устойчивость к болезням: хорошая к основным болезням (парша, мучнистая роса, бактериальный ожог).

## Достоинства и недостатки
Достоинства сорта: отличный вкус и высокие товарные качества плодов, хорошая транспортабельность и способность долго храниться.
Недостатки сорта: недостаточная зимостойкость в Средней полосе России, мельчание плодов с возрастом дерева

## Зимостойкость и распространение
Относительно зимостоек (зоны 3-6 по американской классификации). Является одним из основных коммерческих сортов в Канаде. Также выращивается в Польше и в Швейцарии. Однако в России недостаточно зимостоек в центральных областях Средней полосы. Районирован по Центральному и Центрально-Чернозёмному регионам.

## Галерея

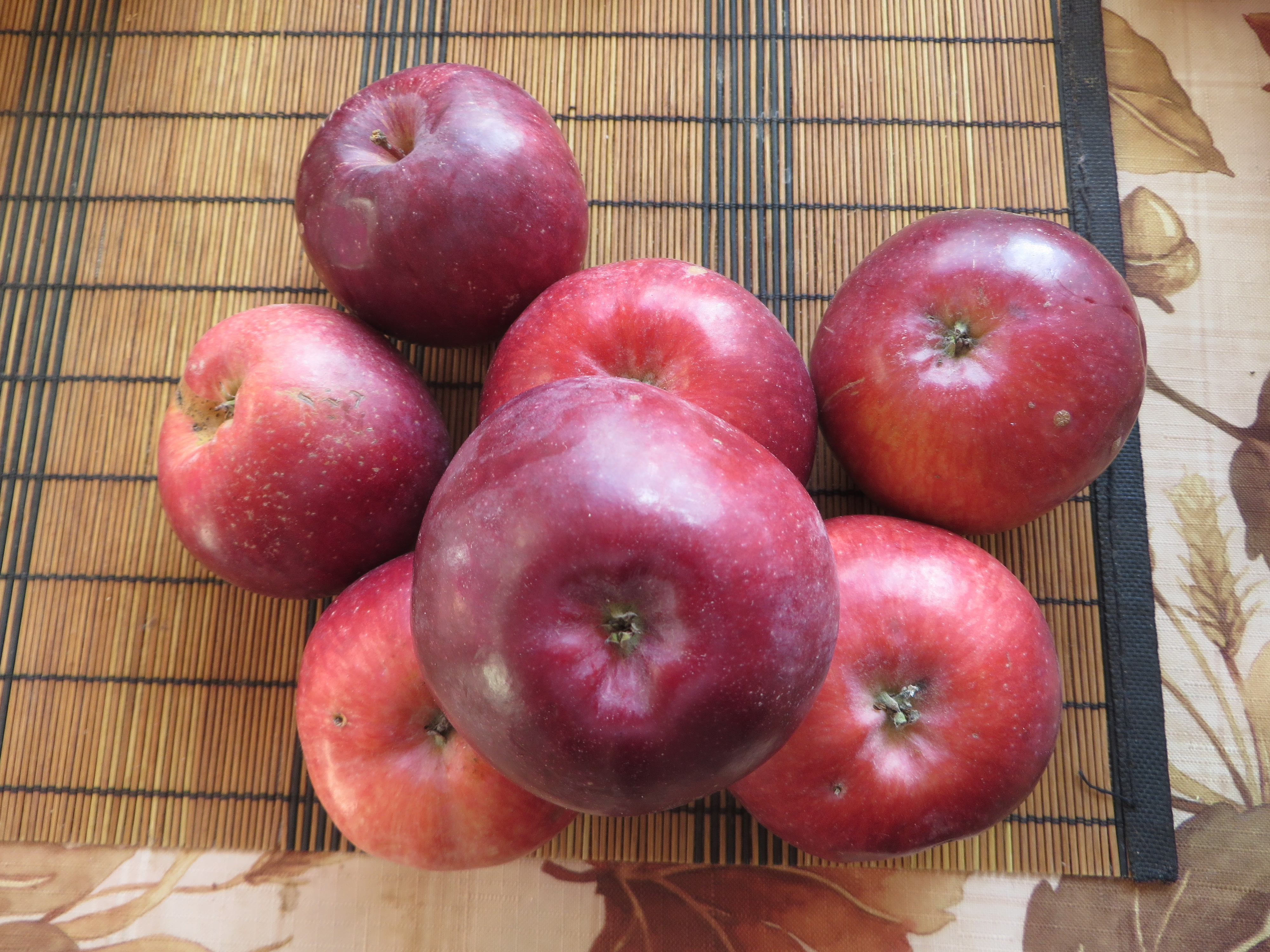
Спелые плоды. Чернигов, 2014
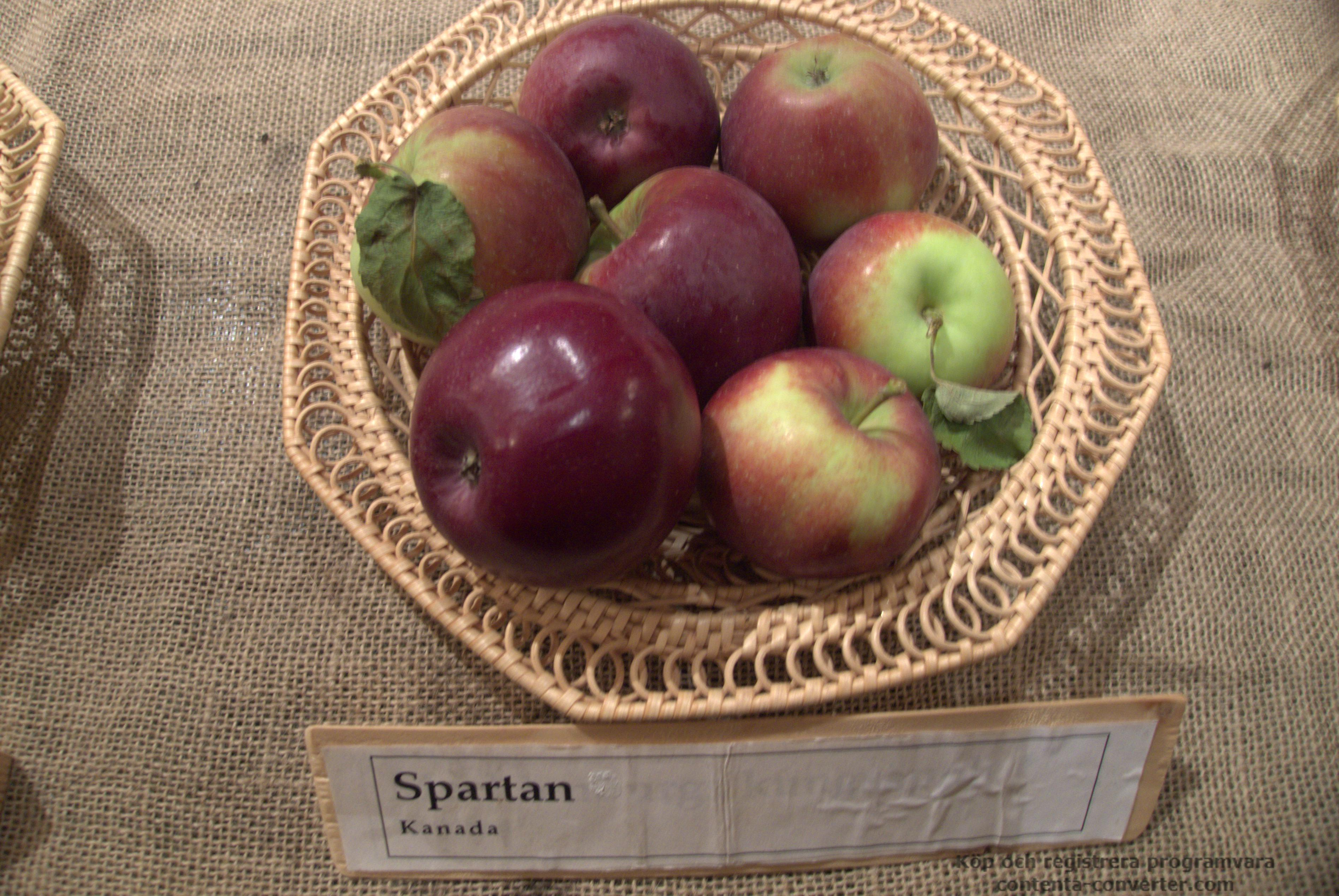
Зеленоватые плоды росли в тени
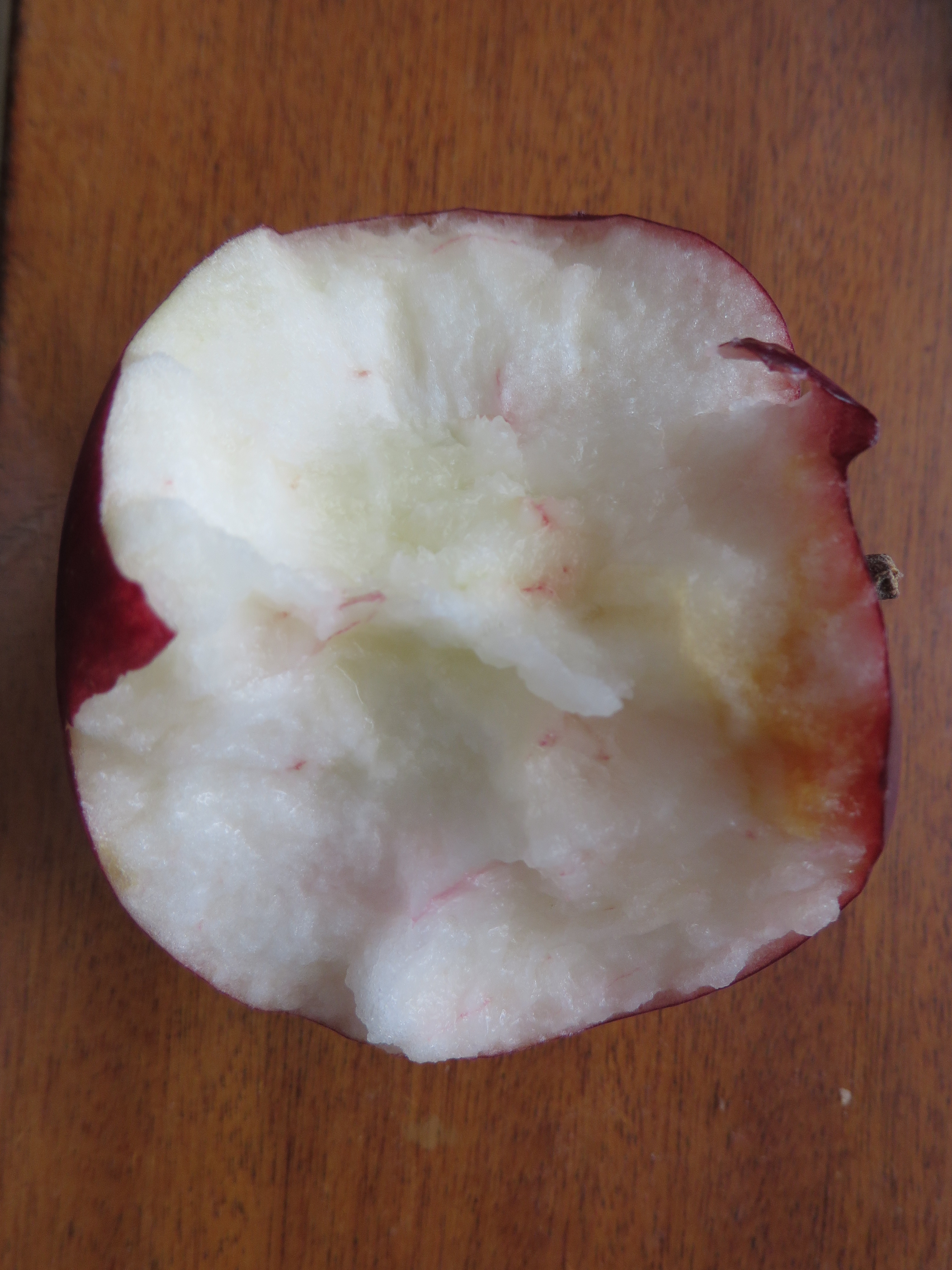
Мякоть белая, видны красные прожилки
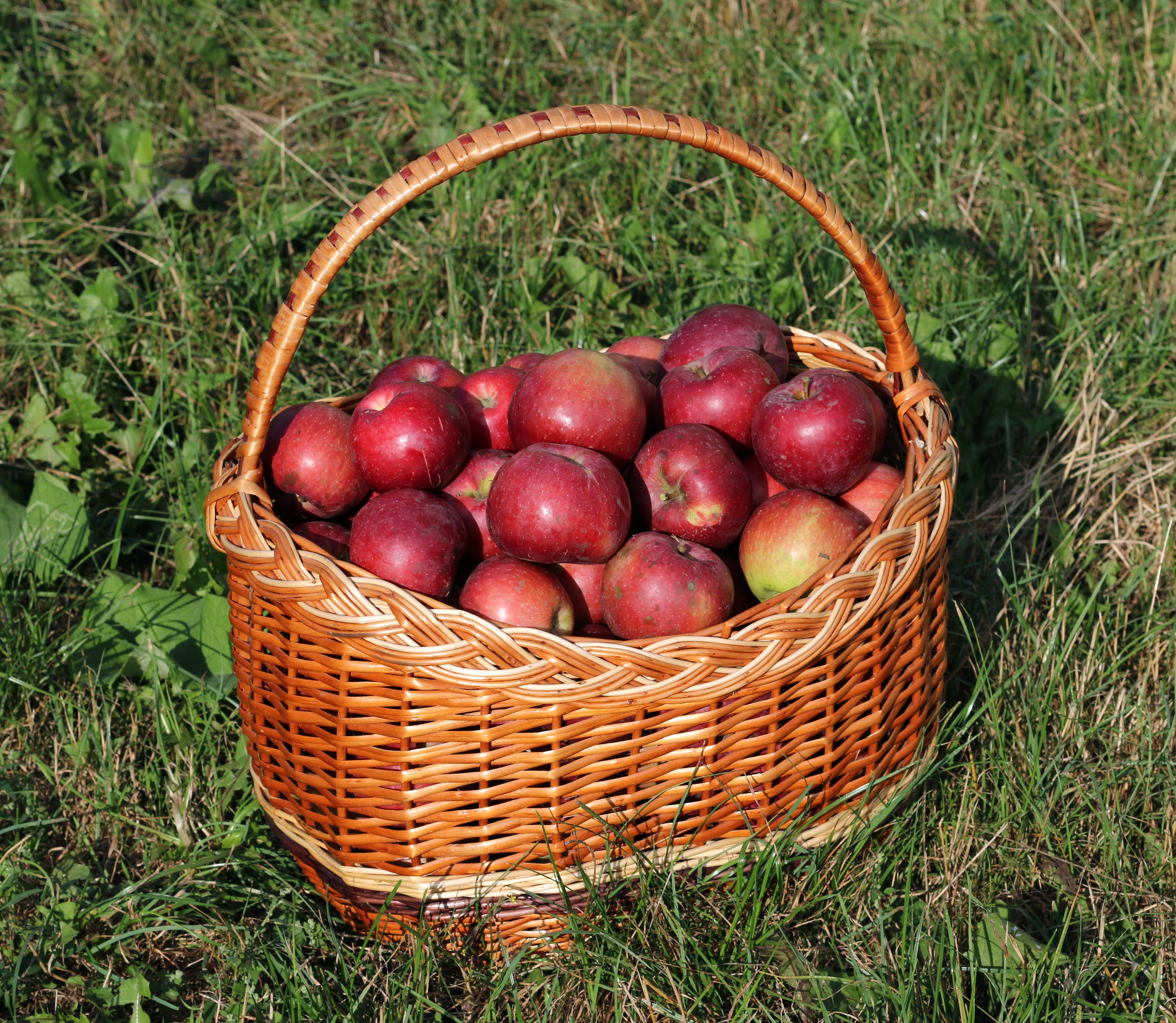
Спелые плоды в корзине. Винницкая область, 2018